# Справа «строкатих»
Справа «строкатих» (рос. Дело «пёстрых») — радянський детективний художній фільм, знятий в 1958 році режисером Миколою Досталем на кіностудії «Мосфільм» за мотивами однойменної повісті Аркадія Адамова. Є останньою завершеною роботою режисера.

## Сюжет
СРСР. Серпень 1957 року (дата з протоколу, що видно на екрані, хоча книга видана в 1956 році). Після Перемоги у Німецько-Радянській війні та служби в післявоєнній Німеччині в Москву повертається лейтенант радянської розвідки Сергій Коршунов.
За рекомендацією райкому партії колишній розвідник, всупереч бажанню коханої дівчини Олени, стає працівником карного розшуку. Після кількох невдач йому і його товаришам по Муру вдається розслідувати кілька заплутаних злочинів зграї «строкатих» і помиритися зі своєю нареченою.

## У ролях
- Всеволод Сафонов — Сергій Коршунов, лейтенант міліції, слідчий МУРу
- Наталя Фатєєва — Лена, подруга Коршунова
- Андрій Абрикосов — Силантьєв, комісар міліції
- Володимир Кенігсон — Іван Васильович Зотов, полковник міліції (прототип Григорій Тильнер)
- Олексій Грибов — Волохов, співробітник райкому партії
- Євген Матвєєв — Олександр Лобанов, співробітник МУРу
- Анатолій Мягких — Гаранін
- Тамара Логінова — Валя Амосова, наречена Миті
- Майя Казакова — Катя Свєтлова, сусідка Купцевіча
- Едуард Бредун — Митя Неверов
- Олег Табаков — Ігор Пересвіту, староста драмгуртка
- Юрій Прокопович — Чуркін, таксист
- Володимир Ємельянов — Інокентій Кузьмич Григор'єв, «Папаша»
- Іван Переверзєв — «Незнайомець», шпигун
- Михайло Пуговкін — Сафрон Ложкін, крадій
- Олександр Гумбурґ — Яків Купцевіч, скупник краденого
- Валентин Кулик — Арнольд
- Лев Поляков — Растягаєв
- Анатолій Іванов — Камов, приятель Растягаєва і Арнольда
- Наталія Панова — Зоя Ложкіна, сестра Сафрона, офіціантка в кафе «Ластівка»
- Валентина Ананьїна — робітниця
- Алевтина Рум'янцева — епізод
- Ганна Заржицька — Софія Петрівна, господарка дачі

## Знімальна група
- Сценарій: Аркадій Адамов, Анатолій Гринберг
- Режисер: Микола Досталь
- Оператор: Ігор Слабневич
- Композитор: Михайло Чулакі
- Художники: Леван Шенгелія, Василь Щербак

## Пісня
39.20 Ложкін наспівує пісню Висоцького В. «Раз в московском кабаке».